# Малышев, Василий Алексеевич
Васи́лий Алексе́евич Ма́лышев (6 декабря 1900 — 17 мая 1986) — советский фотограф. Заслуженный работник культуры РСФСР.

## Биография
Родился 6 декабря 1900 года[по какому календарю?] в Москве, в семье служащих. В возрасте 10 лет мать подарила ему фотоаппарат «Кодак», что определило всю его дальнейшую судьбу.
В 1917 году он окончил реальное училище и поступил в Московский университет, где проучился только два года — в 1919 году был призван в Красную армию.
В 1927—1937 годах Василий Алексеевич Малышев участвовал в Якутской экспедиции Комитета Севера ВЦИКа.
1937 год — начало его профессиональной деятельности в качестве фотокорреспондента. Сначала он поступил внештатным корреспондентом в газету «Труд», чуть позже перешёл на работу штатным фотокорреспондентом в Союзфото (Фотохроника ТАСС).
Во время Великой Отечественной войны Василий Алексеевич Малышев исполнял обязанности главного редактора ТАСС, снимал на разных фронтах, был помощником по фоторазведке начальника штаба артиллерии Красной армии. До апреля 1947 года являлся начальником фотоотдела Бюро информации Советской военной администрации в Германии. Был официальным фотографом от Советского Союза на Нюрнбергском процессе.
В 1947 году был уволен в запас в звании капитана. Перешёл на работу в Совинформбюро, преобразованное в 1961 году в Агентство печати Новости (ныне — РИА «Новости»). Был председателем секции фотожурналистов АПН.
В качестве фотожурналиста известен прежде всего работой над фотопортретами известных людей — учёных, деятелей культуры и политики. Сделанный в 1967 году фотопортрет советской актрисы Нонны Терентьевой получил первое место на фотовыставке ЮНЕСКО в Париже. В 1970—1980-е годы выходил (и переиздавался) фотоальбом «Лётчики-космонавты СССР», созданный им при участии фотографа Александра Моклецова.
В 1975 году присуждена золотая медаль Лауреата премии Союза журналистов.
Василий Алексеевич Малышев скончался 17 мая 1986 года. Похоронен на Пятницком кладбище.